# Leichnam 427
Leichnam 427 ist ein österreichisches Filmdrama von 1920. Im Deutschen Reich sollte er unter dem Titel Im Sumpfe der Großstadt laufen, wurde aber von der Film-Oberprüfstelle verboten.

## Handlung
Ein als Mr. Harrison bezeichneter älterer Herr hat eine Pflegetochter Mara, wie ein Zwischentitel vermerkt, „oft von wilder Leidenschaft erfasstes liebreizendes Mädchen“, das eine Liebschaft mit dem leichtsinnigen Sohn dieses Mister Harrison beginnt.
Man sieht, wie das Mädchen in seinem Schlafzimmer im Nachthemd den halbbekleideten Liebhaber empfängt. Der Sohn des Hauses verlässt mit dem Mädchen die elterliche Wohnung, das Mädchen beklagt sich bald darüber, dass ihr Liebhaber sie der „Schande“ zuführen will. Gelegentlich eines Streites schlägt er das Mädchen und flüchtet über die Mauer des Hauses, weil er glaubt das Mädchen getötet zu haben. Das Mädchen, verfolgt von einem unheimlichen Menschen, lässt sich in einer Klinik verbinden; es stellt sich heraus, dass der sie behandelnde Arzt der ältere Sohn ihres Pflegevaters ist. Beim Verlassen der Klinik nähert sich ihr wieder der vorher erwähnte unheimliche Mensch, den sie wieder abweist.
Inzwischen ist auf seiner Flucht der leichtsinnige Sohn bei seinem älteren Bruder, dem Arzt, angelangt, dem er die vermeintliche Tötung beichtet. Der Arzt diktiert dem Bruder einen Brief, wonach diese seinem Leben freiwillig ein Ende gemacht habe, packt schleunigst seine Koffer, verspricht dem Bruder einen Pass und schiebt ihn in das Ausland ab. Eine Zeitungsnotiz teilt mir, dass der leichtsinnige Sohn an einem Bahndamm tot aufgefunden sei. Der Arzt besucht die im Bett liegende Mara, die ihm ihre Liebe gesteht und ihn bittet, ihr zu helfen, was der Arzt aber ablehnt. Die Verzweiflung gibt, wie ein Zwischentitel vermerkt, nunmehr Mara in die Arme des ,insters [Monsters?]. In einer dunklen Straße begegnet Mara der unheimliche Mensch, der sie dazu überredet, in ein Bordell einzutreten. Er führt selbst das Mädchen der Inhaberin dieses Bordells zu. Nach eingehender Musterung wird das Mädchen zum Stillschweigen verpflichtet und mit Dirnenkleidern versehen, die es mit Wohlgefallen in Empfang nimmt. Der Mann wird für seine Kupplerdienste entlohnt. Man sieht die Insassinnen des Bordells mit in Frack gekleideten Herren tanzen, diesen Herren auf dem Schoß sitzen und Sekt trinken. Mara erscheint in diesem Kreise zunächst mit dem Ausdruck des Unwillens und des Erschreckens. Ein älterer geckenhafter Mensch nähert sich ihr, trinkt mit ihr und macht ihr Anträge.
Mister Harrison erhält durch die Polizei die Nachricht, dass sein Sohn ums Leben gekommen sei und begibt sich zu seinem älteren Sohn, dem Arzt, der ihn nach dem Leichenschauhaus führt, wo der Vater vor einem in Leinwand gekleideten Leichnam in Andacht versinkt. Als das Gesicht des Toten gezeigt wird erkennt er, dass der Tote nicht sein Sohn ist, erfährt aber, dass bei dem Körper des Toten die Papiere seines Sohne gefunden seien. Auf dem Polizeipräsidium ersucht der erregte Vater um Auskunft. Inzwischen hat der Vater erfahren, wo sich seine Pflegetochter Mara befindet, trifft durch Zufall den unheimlichen Menschen und erhält von ihm die nähere Angabe ihres Aufenthalts.
Der unheimliche Mensch begibt sich sofort zu Mara, die in einem üppig ausgestatteten Zimmer sitzt, teilt ihr mit, dass sie gesucht wird und Mara verlässt das Haus. Der über die Vorgänge sehr erregte Arzt wird von seinem Vorgesetzten ersucht, einen Urlaub zu nehmen, um sich zu erholen. Der Vater wird von der Polizei nach dem Hause geschickt und soll weitere Auskunft erhalten.
Der Vorgesetzte des Arztes fasst Verdacht, dass der Arzt eine schwere Tat auf dem Gewissen habe. Der Arzt beichtet Mara, dass er es gewesen sei, der in die Akten des Toten die Papiere seines Bruders hineingelegt habe. Ihm sei nicht mehr zu helfen. Mara erhält in dem Bordell den Besuch des unheimlichen Menschen, den sie freundlich empfängt. Aus der Zeitung, die er ihr gibt, ersieht Mara, dass die Polizei entdeckt hat, dass der Tote nicht ihr früherer Liebhaber ist.
Inzwischen hat der unheimliche Mensch auf dem Tisch des Wohnzimmers ein Bild gefunden, das sein eigenes Jugendbild ist. Es erweist sich, dass Mara die Tochter des unheimlichen Menschen ist und dieser gerät in Erregung, weil er seine eigene Tochter in ein Bordell verkauft hat. Als Entgelt bittet Mara, den Arzt zu retten, was der Vater auch verspricht. Der Arzt schreibt gerade einen Abschiedsbrief und schickt sich an, aus einer Giftflasche zu trinken.
Der Haftbefehl gegen ihn ist unterwegs, als fünf als Räuber gekleidete Menschen in das Zimmer des Arztes eindringen, ihn fesseln und aus dem Fenster herablassen. Diese Entführung ist auf Veranlassung von Maras Vater geschehen. Die Polizei ist inzwischen in die Wohnung des Arztes gedrungen, findet die Wohnung leer, sieht aber aus dem Fenster, wie gerade der gefesselte Arzt in einen Kraftwagen geschleppt wird. Diesen Wagen verfolgt die Polizei in einem anderen Kraftwagen. Der gefesselte Arzt wird in einem Schuppen untergebracht, in dem sich gleich darauf Mara einfindet, die ihn seiner Fesseln entledigt und ihn auffordert, indem sie wiederholt ihre Liebe gesteht, mit ihr ins Ausland zu flüchten. Der Vater Maras hat seine Helfershelfer entlohnt und springt aus Reue ins Wasser, wobei er ertrinkt. Mara und der Arzt beschließen, in das Ausland zu gehen, um gemeinsam ihr Freveltaten zu sühnen.
Fünf Jahre später sind sie Besitzer einer Farm und Mara Mutter eines Kindes geworden, als in Abwesenheit ihres Gatten ein verkommener Mensch die Wohnung betritt, den sie als Bettler empfängt. Es stellt sich heraus, dass dieser verkommene Mensch, ihr früherer Liebhaber, der jüngere Bruder ihres Liebhabers ist, der sie sofort zu umarmen versucht und darauf aus dem Hause geholt wird. Um sich zu rächen, zündet er ein Nachbarhaus der Farm an, der Arzt kommt im letzten Augenblick dazu und aus dem brennenden Haus wird der jüngere Bruder als Sterbender herausgetragen. Arzt und Frau stehen neben dem Toten, der Gutes mit Bösem vergelten wollte, den aber, wie der letzte Titel belehrt, das Schicksal ereilt hat.

## Hintergrund
Der Film wurde von der Meteor-Film Wien produziert und vermutlich 1920 uraufgeführt. Er hatte vier Akte bzw. fünf Akte auf 1.373 Metern, ca. 67 Minuten. Auch ist nicht ganz klar, wer der Regisseur war. Laut Filmportal war es entweder Wolfgang Neff oder Ludwig Hamburger. Nach der Neuen Deutschen Biographie könnte es auch Richard Oswald gewesen sein.
Im Deutschen Reich wurde er der Zensur mit dem neuen Titel „Im Sumpfe der Großstadt“ zur Begutachtung am 22. April 1921 vorgelegt. Im Gutachten wird festgestellt, dass der Film bereits zu diesem Termin gekürzt und abgeändert wurde. Maßgeblich für die Aufhebung des Verbots seien diese Änderungen nicht gewesen, so dass es bei dem Verbot blieb. Nach einer Beschwerde vom 28. April 1921 wurde der Film erneut diesmal der Film-Oberprüfstelle vorgelegt. Carl Bulcke verfasste daraufhin eine umfangreiche Inhaltsangabe (siehe oben) und kam zum Ergebnis:

„Diese Inhaltsangabe lässt ohne weiteres erkennen, dass der vorliegende Bildstreifen ein sogenannter Schundfilm ist, also ein Gemisch aus Sensationslust, Unwahrhaftigkeit, Erotik und Sentimentalität, der lediglich darauf berechnet ist, sich an die niederen Instinkte des ungebildeten Teiles der Bevölkerung zu wenden und diese Instinkte entsittlichend und verrohend zu beeinflussen. Es kann unerwähnt bleiben, das der Bildstreifen eine ganze Reihe von Bildfolgen enthält, die bereits als Teile in ihrer entsittlichenden Wirkung zu beanstanden wären. Dem Film als ganzes musste die Zulassung verwehrt werden, da er in seiner Gesamtheit eben infolge dieses schundmässigen Inhalts eine entsittlichende und verrohende Wirkung auf die Bevölkerung auszuüben geeignet ist.“

Die Beschwerde wurde somit zurückgewiesen, das Verbot der öffentlichen Vorführung des Bildstreifens im Deutschen Reich blieb also bestehen.